# Parc national Netchkinski
Le parc national Nechkinsky (en russe : Национальный парк « Нечкинский ») est une importante réserve biologique et culturelle d'Oudmourtie (république d'Oudmourtie), en Russie, située dans la vallée centrale de la rivière Kama, son affluent la rivière Siva et la partie côtière du réservoir de Votkinsk. Cela place Nechkinsky du côté ouest des montagnes centrales de l'Oural. Le parc a été établi en décembre 1997 sur une surface de 207 km2. Le territoire est principalement constitué de plaines inondables forestières et fluviales, avec un certain nombre d'anciens sites archéologiques. Il se trouve près de la ville d'Ijevsk.

## Topographie
Le parc couvre une vallée boisée du bassin versant de la rivière Siva, un affluent du Kama. La vallée fait environ 110-160 mètres de profondeur et de 3 à 20 km de large. Elle est asymétrique en ce que la rive gauche est plate et la rive droite est à flanc de colline escarpé. À ce stade, la rivière Kama a une large plaine inondable, avec plusieurs terrasses fluviales à des niveaux supérieurs.

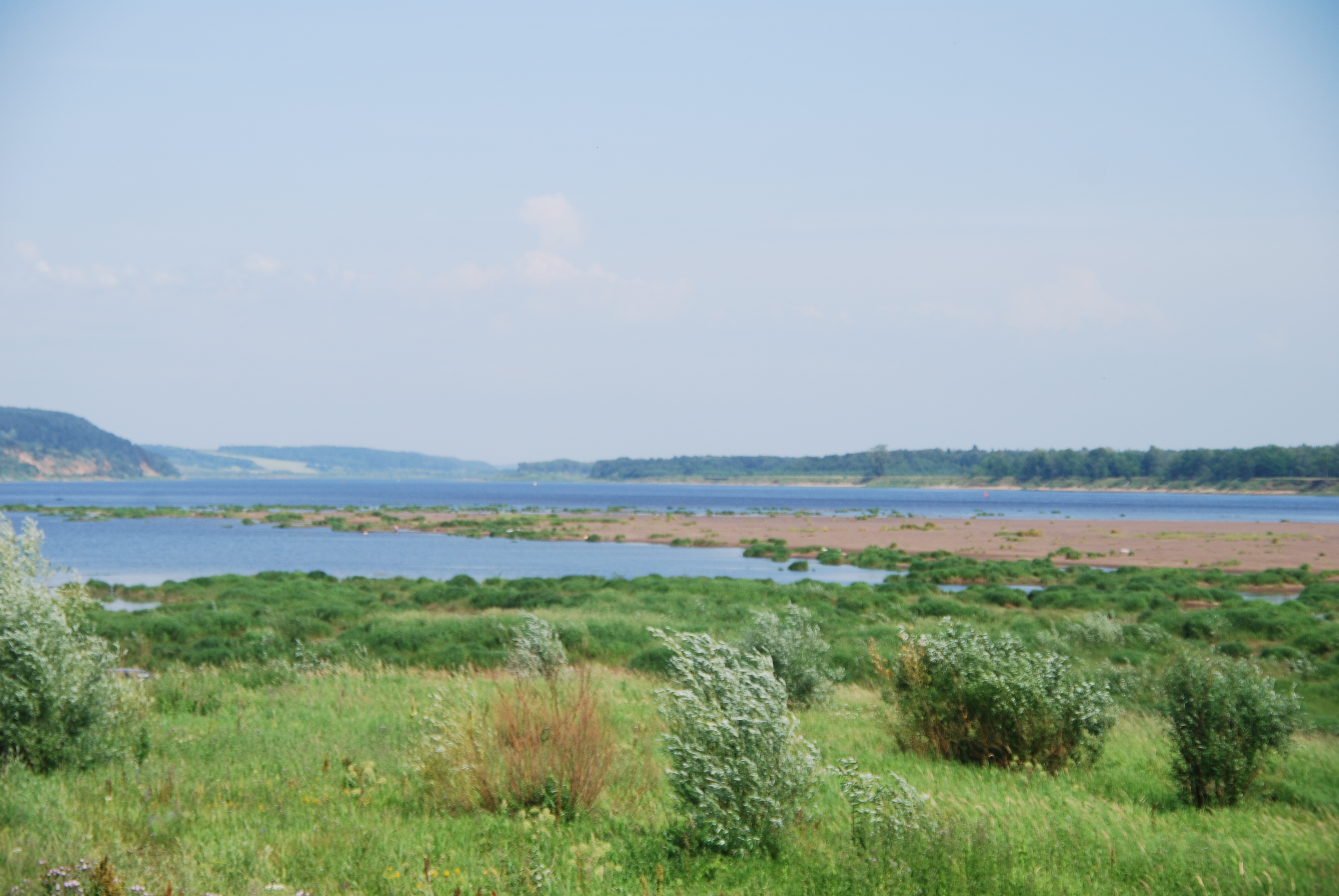
Rivière Kama, Nechkinsky

## Flore
Les communautés forestières sont un mélange de taïga, de forêts mixtes et de forêts de steppe. Aux altitudes les plus basses, il y a des tourbières. Dans les ravines et les dépressions, on trouve l'épinette de Sibérie et les espèces associées. Sur les rives gauche et droite de la rivière Siva, il y a des forêts de pins, avec quelques peuplements de sapins argentés et de mélèzes de Sibérie. Aux niveaux inférieurs, le couvert forestier est constitué de communautés de feuillus (chênes), avec un couvert secondaire de bouleaux et de trembles. Le parc compte 712 espèces de plantes vasculaires, représentant 70 % des espèces présentes en Oudmourtie. Les zones humides de la Siva comprennent la tourbière de Kemulskoye (2 000 hectares).

## Faune
Un recensement des espèces dans le parc en 2002 a enregistré 50 sortes de mammifères, 191 d'oiseaux, 5 de reptiles, 8 d'amphibiens et 37 de poissons. Des études spéciales ont été effectuées sur les mollusques (33 espèces), les araignées (120 espèces), les coléoptères (600 espèces), les papillons (500 espèces) et les libellules (25 espèces). Les espèces rares comprennent le desman russe vulnérable, une grande taupe semi-aquatique qui ressemble à un rat musqué et qui est sous protection en raison des piégeages historiques à cause de sa fourrure.

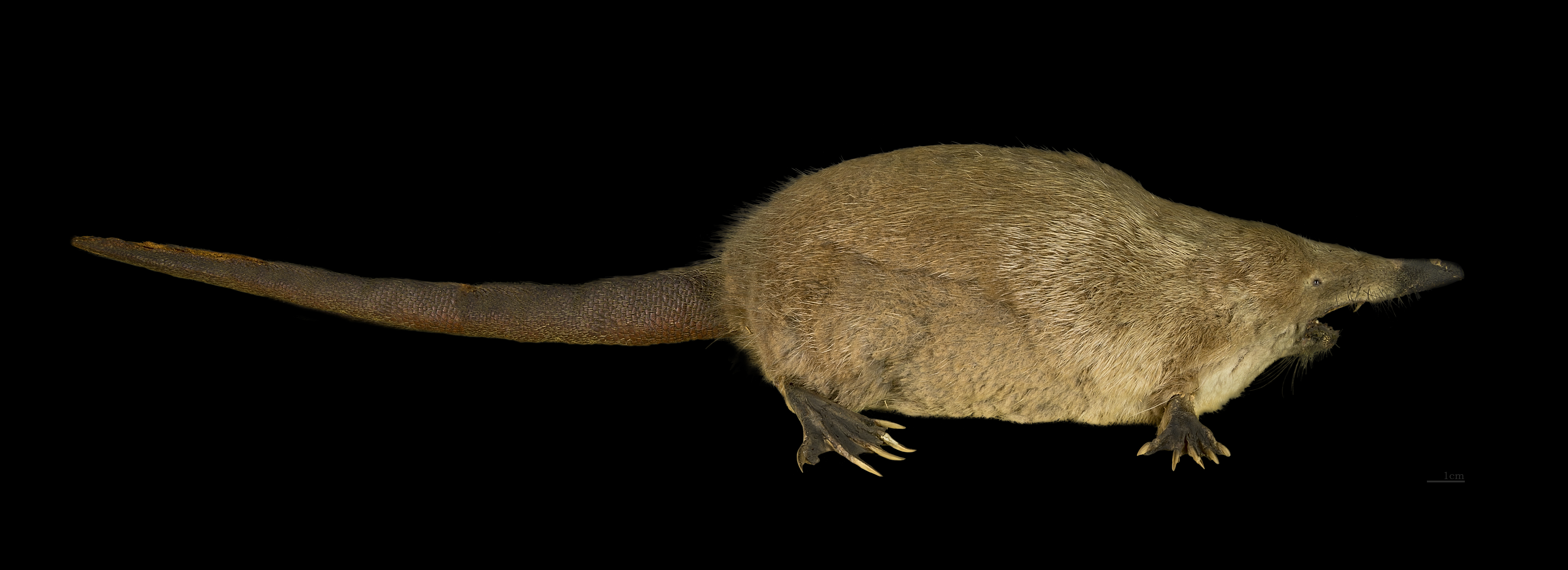
Desman russe; historiquement piégé pour la fourrure et maintenant protégé à Nechkinsky. (Espèce vulnérable)
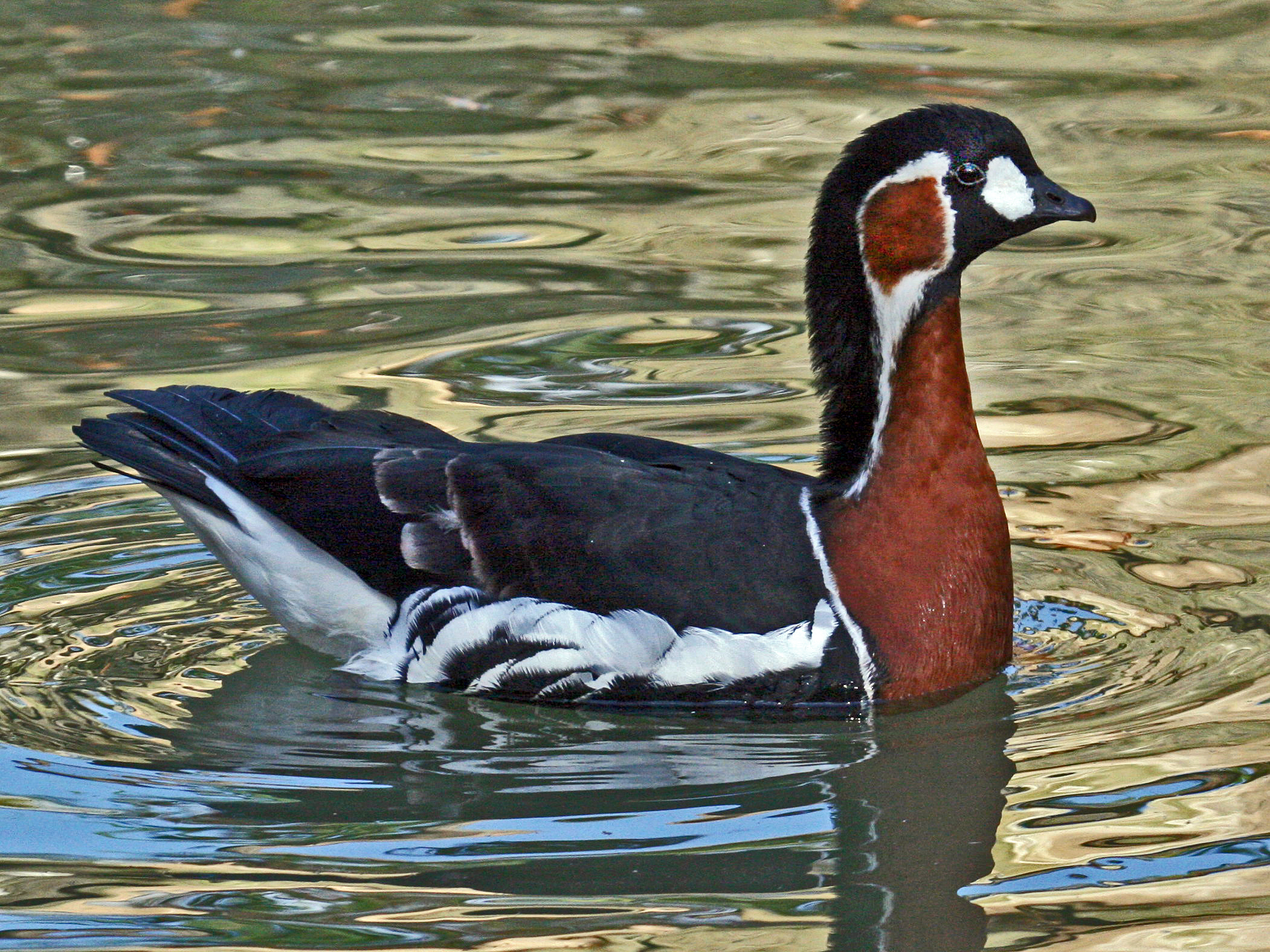
Oie à poitrine rousse. (Les espèces menacées)
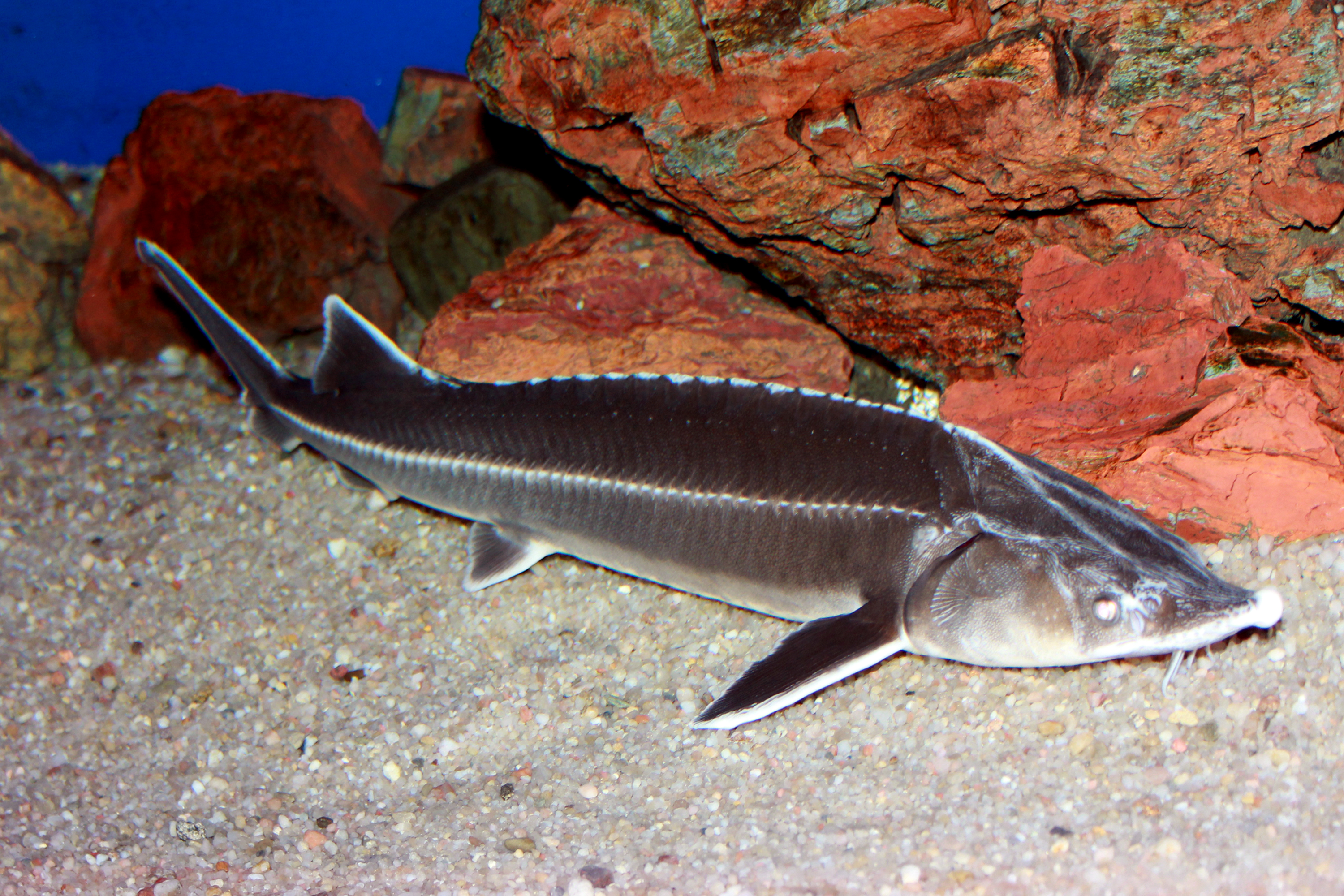
Sterlet, un type d'esturgeon eurasien. (Espèce vulnérable)

## Histoire
Les premiers sites de peuplement d'anciens chasseurs et pêcheurs (3e - 2e millénaire avant notre ère) ont été fouillés dans le parc. Les premiers sites archéologiques identifiables sont les vestiges d'établissements fortifiés de l'âge du fer du premier millénaire avant notre ère, associés à la culture Ananyino. Les Ananyino étaient une des premières langues finno-ougriennes.

## Tourisme
Il existe plusieurs pistes pédagogiques développées autour de thèmes écologiques d'un habitat ou d'un type géologique particulier; les employés du parc sont disponibles comme guides sur ces sentiers. Le parc a un long sentier de randonnée développé (route touristique « Chers Ancêtres », 25 km) qui a quatre aires de repos le long du parcours, deux passerelles d'observation pour des vues sur le réservoir et des chemins le long d'anciens sentiers utilisés par les paysans dans le passé. Il y a deux points d'accès pour se baigner dans la rivière Kama. Il existe également deux pistes de ski et cinq itinéraires automobiles (pour lesquels des laissez-passer écrits doivent être obtenus auprès du bureau de l'administration forestière.